# Televisión Satelital (TVS, Ecuador)
Televisión Satelital TVS fue un canal de televisión ecuatoriano que era propiedad de la compañía Televisión Satelital S.A. T.V.SAT, propiedad de los hijos de Ricardo Rivera, tío del exvicepresidente Jorge Glas, que fue fundado el 20 de septiembre de 1995 hasta que la señal fue declarada disuelta mediante resolución emitida el 23 de enero de 2019 por la Superintendencia de Compañías, las causas de su cierre fue por enriquecimiento ilícito por la empresa brasileña Odebrecht.

## Historia

### Comienzos (1995 - 2016)
El canal inició sus transmisiones el 20 de septiembre de 1995 por el fundador Ricardo Rivera tío del exvicepresidente Jorge Glas, donde constituyó la Compañía TV Satelital, así que el 13 de julio de 1999 transfiere las acciones a Adriana Rivera y diez años después en 2009 Rivera transfiere el 99% de las acciones de Ricardo Rivera.
En 2013 la compañía Telconet de propiedad de Tomislav Topic se convierte uno de los principales clientes.

### Hechos por asociación ilícita y cierre (2017 - 2019)
El 1 de julio de 2017 hubo el allanamiento a la casa de Ricardo Rivera. El 25 de julio Glas Manifestó que él no tenía conocimientos de los negocios entre su tío, Ricardo Rivera y Tomiuslav Topic (encargada de Telconet) y dos días después el SRI reporta que Telconet pagó a TV Satelital y que esta no reporta el pago de impuestos, el 2 de agosto Jan Topic, principal accionista de Telconet, rinde la versión a la fiscal Salazar sobre dineros ilícitos que recibió de Odebrecht, el día nueve Jorge Glas dice a la fiscal Diana Salazar que él no conocía si su tío aportó para la campaña, el 17 de septiembre el exempleado del canal, Alfredo A., revela vinculaciones entre Rivera y Glas por supuesta asociación ilícita y se convirtió en testigo protegido y cuatro días después la fiscal provincial, Sandra Morejón, acude a las instalaciones en el Centro Comercial Plaza Quil de TV Satelital para realizar el reconocimiento del lugar. A dos meses y una semana después la Superintendencia de Compañías notifica que a TV Satelital será intervenida y que debe salir del aire.
Finalmente a partir de las 20h00 del viernes 23 de noviembre de 2018, se ha suspendido la señal del canal de televisión ecuatoriano Televisión Satelital TVS, cuyos personeros denuncian una intervención del gobierno nacional, por ser este canal de propiedad de la familia del empresario Ricardo Rivera, acusado de enriquecimiento ilícito por el caso Odebrecht.
Según la versión que aparece en la pantalla del canal, en sus diferentes frecuencias en Quito y Guayaquil, existe una disposición de una autoridad nacional, mediante un oficio reservado de la Secretaría General de la Superintendencia de Compañías, que ha dispuesto la intervención en el medio de comunicación. Se aprecia en estos momentos en la señal al aire un oficio un tanto ilegible de la autoridad competente, que presumiblemente dispone el cierre y clausura del medio de comunicación. Junto con el video del oficio se escucha un mensaje que se repite constantemente y que dice: -El Gobierno dictatorial y mafioso de Lenin Moreno acaba de intervenir a Televisión Satelital, lo que constituye un atentado contra la libertad de expresión, por lo que a partir de este momento TVS se acoge al derecho a la resistencia, artículo 98 de la Constitución ecuatoriana-.
El canal Televisión Satelital TVS se había mostrado duramente crítico contra el régimen del presidente Moreno Garcés, en especial con el programa «Cara a Cara» del periodista Kevin Hoyos, quien denunciaba todos los días una serie de irregularidades y actos de corrupción que le afectarían al actual gobierno ecuatoriano, convirtiéndose en una tribuna de alta oposición política. El canal TVS pertenece a los hijos del ingeniero Ricardo Rivera, quien al momento se encuentra detenido en la cárcel por una acusación de asociación para delinquir, de la que se la inculpado por el caso Odebrecht, y por ser tío del vicepresidente Jorge Glas, quien también ha sido encarcelado por ese motivo. No hay hasta este momento una explicación oficial sobre el tema, y ningún medio, a excepción de esta casa editorial ha denunciado este grave atentado contra la libertad de expresión. Tampoco han existido pronunciamiento de las organizaciones de presunta defensa de periodistas y medios de comunicación (FHA)
Finalmente fue declarada disuelta mediante resolución emitida el 23 de enero de 2019 por la Superintendencia de Compañías.